# Грејжервил (Пенсилванија)
Грејжервил (енгл. Grazierville) насељено је место без административног статуса у америчкој савезној држави Пенсилванија.

## Демографија
По попису из 2010. године број становника је 665.
| Група             | 2000.    | 2010.       |
| Белци             | 0 (0,0%) | 641 (96,4%) |
| Афроамериканци    | 0 (0,0%) | 19 (2,9%)   |
| Азијати           | 0 (0,0%) | 2 (0,3%)    |
| Хиспаноамериканци | 0 (0,0%) | 0 (0,0%)    |
| Укупно            | 0        | 665         |